# Aït Challal
Aït Challal est un poète et chanteur algérien d'expression kabyle, né à Aïn Benian (ex. Guyotville), petite ville à 16 km d’Alger en Algérie.

## Biographie
Originaire de Béjaïa et plus exactement de Toudja, Aït Challal a commencé à jouer de la guitare en 1975, par loisir et parce que c'était la mode. Il enregistre en Algérie une première cassette en 1986, puis une autre en 1989. La première est saisie par les services de sécurité à cause de la chanson Aéleq iYid (Promets-moi) qui dénonce une armée d'auto-promotion et les sociétés d'import-import. Aït Challal reçoit le premier prix du Festival de Sétif en 1992 et participe à celui de Béjaïa en 2000.
Chanteur engagé lyrique depuis 1985, Aït Challal lutte en Algérie pour l'existence de sa culture et langue kabyle. Censuré par les médias algériens, il sort pourtant son premier album en Algérie en 1986 au titre évocateur "Lettre à mon juge", ce qui lui a valu de gros problèmes avec les autorités algériennes. Il refuse d'être l'otage d'un système et choisit le chemin de l'exil. Loin de sa Kabylie natale, il continue son combat.

## Discographie
- 2003 : Album "Lettre à mon juge"
- 2006 : Album "Les chiens du dwar"

2011: Album: aw id yeran fransa.

### Contenu
Son dernier album « Les chiens du Dwar » qui veut dire "Les chiens du village", par lequel il s’adresse aux siens, et dit : « le mal n’est pas seulement le pouvoir il est en nous-mêmes, nous sommes des victimes et des bourreaux en même temps, nous dénonçons ce que nous-mêmes nous pratiquons, nous insultons l’intégrisme au-dessus de la table tout en lui faisant du genou par-dessous, on se déchire pour presque rien, on aiguise les mots pour leur faire épouser la couleur du mensonge et de l’aveuglement volontaire, nous sommes des hurleurs dévorés par nos blessures c’est aux extrêmes qu’on se comprend mieux, qu’on se ressemble le plus…. miroir, mon beau miroir…»
Extrait de la chanson "Lettre à mon juge" : 
« Monsieur le juge 

Devant toi je comparais
Menottes aux poignets 

C’est vrai que j’ai fauté
C’est vrai que je dois payer 

Pour un sou j’ai volé
Un sou pour manger 

Pour un joint j’ai fumé
Un joint pour m’évader 

Mais…. 

Que fait-on aux gros bonnets qui détournent des millions par poignées 

Et qui cachent leurs butins dorés sur des comptes à l’étranger ? 

Je ne les vois pas à mes côtés. »

## Citations
« …. Ma musique et ma poésie sont le reflet de mes souffrances internes et de mon combat pour un monde plus humain et plus juste. Aussi je trouve mon inspiration dans la société algérienne et ces dernières années dans la misère que vivent mes frères en France. Elles me servent de moyens d'expression de ma colère, de mes peines et de mes rêves…. »
« ….Je donne la priorité au texte. Ma chanson est le reflet de mes souffrances morales et psychologiques. J'ai un message à transmettre, alors j'utilise la musique comme support. Nous avons besoin de la chanson engagée à même de bousculer le conservatisme et déclencher une dynamique de changement. D'où mon texte virulent envers la société et le pouvoir…. »
Extrait d'un article du journal "Liberté"